# Харитонюк Віталій Ігорович
Віта́лій І́горович Харитоню́к — старший солдат Збройних сил України.

## Короткий життєпис
Стрілець, 30-та окрема механізована бригада.
Загинув 9 лютого 2015 року під час танкового бою біля с. Логвинове поблизу м. Дебальцеве Донецької області.
Похований 13 травня 2015-го в Четвертні. Тіло Віталія зустрічали сотні односельців на колінах, та зі свічками в руках. Остання дорога була встелена квітами.
В листопаді 2015-го у Четвертні відкрито меморіальну дошку його пам'яті.

## Нагороди
За особисту мужність і героїзм, виявлені у захисті державного суверенітету та територіальної цілісності України, вірність військовій присязі під час російсько-української війни
- нагороджений орденом «За мужність» III ступеня (26.2.2015, посмертно).